# Заводская (станция метро, Харьков)
«Заводска́я» (укр. Заводська, до 26 июля 2024 года — «Заво́д и́мени Ма́лышева») — станция Харьковского метрополитена на Холодногорско-Заводской линии. Расположена между станциями «Спортивная» и «Турбоатом». Название получила ввиду непосредственной близости к центральной проходной крупнейшего промышленного предприятия Харькова «ХЗТМ имени В. А. Малышева».
26 июля 2024 года в рамках декоммунизации станция была переименована в «Заводская».

## Месторасположение
Станция расположена в харьковском районе Балашовка, под крупной площадью перед заводом транспортного машиностроения имени В. А. Малышева. Рядом расположены Харьковский велозавод, завод холодильных машин, Парк Машиностроителей, железнодорожный вокзал и сортировочные пути станции «Харьков-Балашовский», связывающие город с Золочевским и Люботинским направлениями. Поблизости от станции находятся остановки общественного транспорта: трамвайные (маршруты № 5, 8) и автобусные (маршруты 49э, 251э, 260э) остановки.

## История
Станция «Завод имени Малышева» была пущена в эксплуатацию 23 августа 1975 года в составе первого участка Харьковского метрополитена «Улица Свердлова» — «Московский проспект».
26 июля 2024 года станция была переименована в «Заводскую».

## Конструкция и оформление
Станция колонная, мелкого заложения.
Оформление интерьера станции проведено в индустриальном типе: использовано много металлических конструкций, подвесной потолок. Для декорации путевых стен использованы металлические эмблемы завода имени Малышева и рельефная металлоэмалевая плитка, которая была изготовлена сотрудниками завода.
На станции находятся путеизмерительно-дефектоскопная станция метрополитена и полигон для настройки рельсовых дефектоскопов.
В декабре 2009 года на станционных эскалаторах, впервые в Харьковском метрополитене, установили экономичную систему управления пуском эскалатора. Если желающих подняться в вестибюль нет, то эскалатор останавливается. Режим работы эскалатора показывается на специальном светофоре.

## Галерея

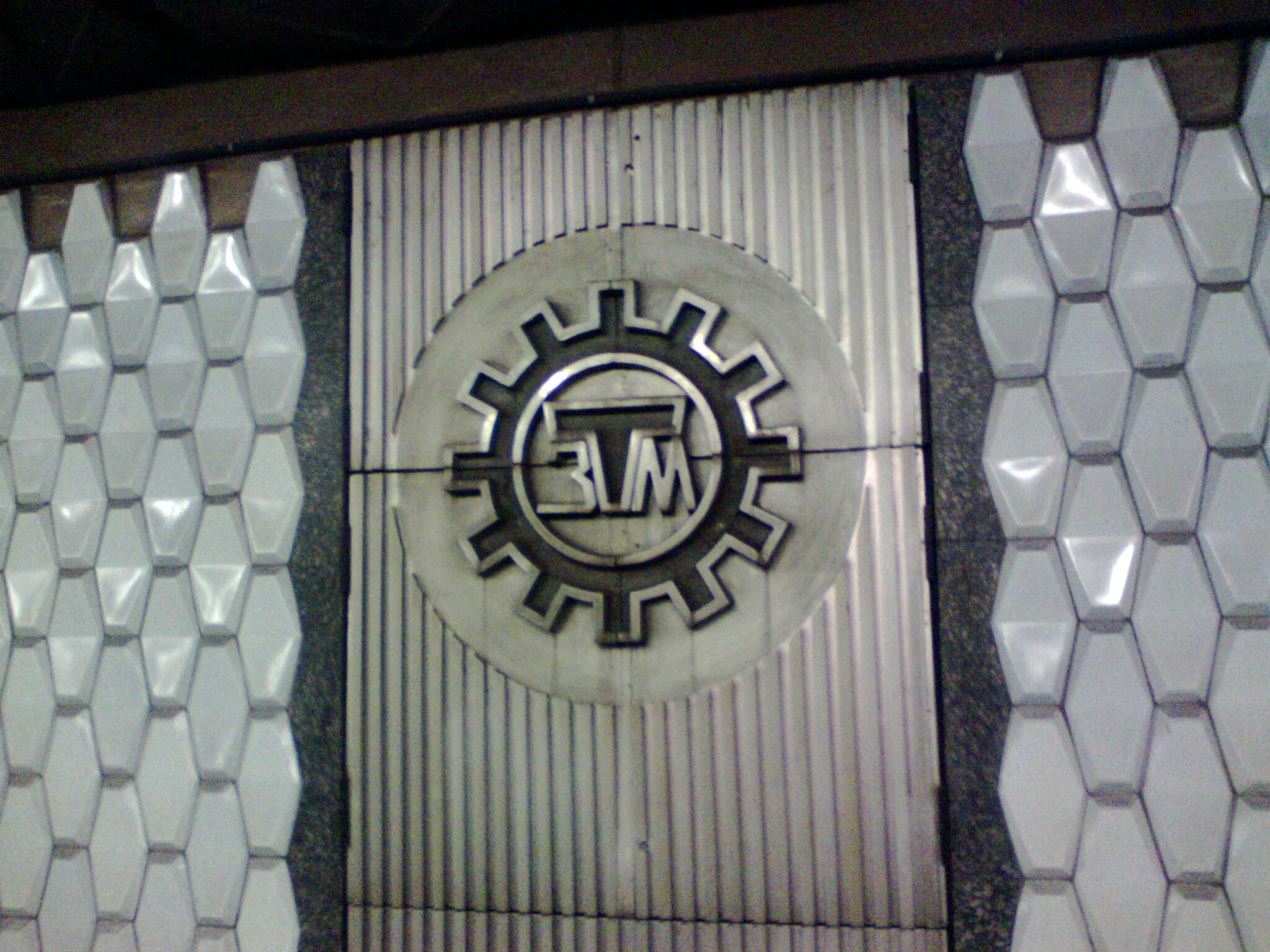
Символика Завода имени Малышева на станции — шестерёнка с надписью «ЗТМ».